# Plac Jana Pawła II w Wadowicach

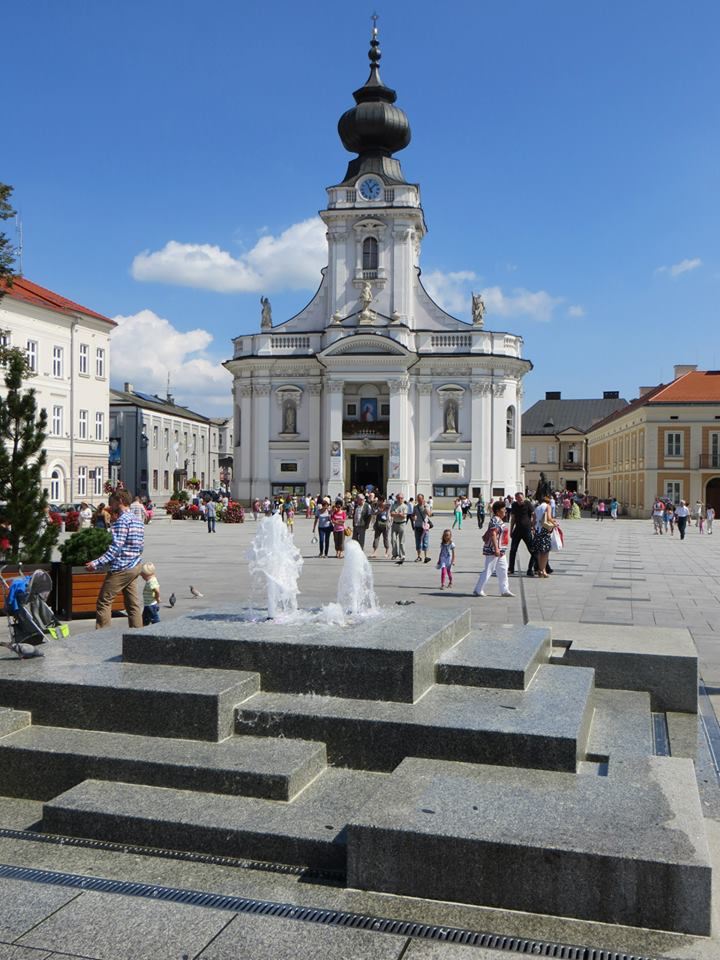
Nowy wygląd placu z bazyliką w tle

Plac Jana Pawła II w Wadowicach (dawniej Rynek, wcześniej Plac Armii Czerwonej) – plac znajdujący się w centrum miasta Wadowice, popularnie zwany rynkiem.
Wytyczony został po lokacji miasta na niemieckim prawie chełmińskim w 1430 r. jako kwadrat. Po pożarze w 1819 r. nastąpiła zmiana linii wschodniej ściany placu. Wyburzono budynki i ich linię przesunięto tak, by stały na równi z fasadą Bazyliki Ofiarowania NMP. Prawdopodobnie na placu stał kiedyś ratusz. Najstarsze budynki wybudowane wokół placu pochodzą z XIX wieku. Stoją one przy ścianie zachodniej i wschodniej. Na północnej ścianie placu zbudowany jest budynek magistratu pochodzący z I połowy XIX wieku.
Na placu znajduje się pomnik papieża Jana Pawła II ustawiony w 2006 roku. W 2012 roku, po ponaddwuletnim remoncie, Plac Jana Pawła II zyskał nową granitową nawierzchnię oraz elementy małej architektury, w tym fontannę oraz studnię. Ruch kołowy został mocno ograniczony.

## Przypisy

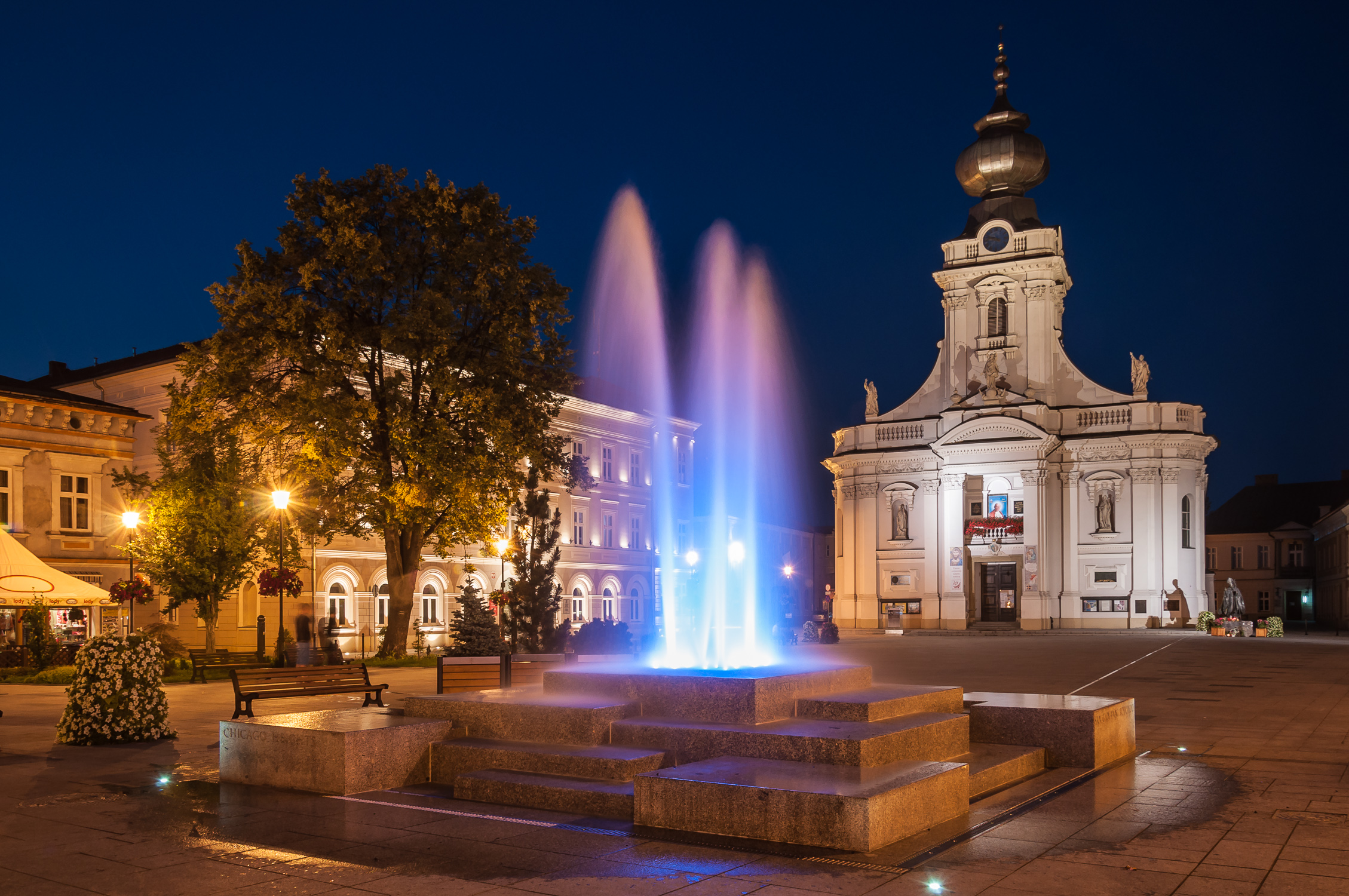
Plac Jana Pawła II w Wadowicach nocą
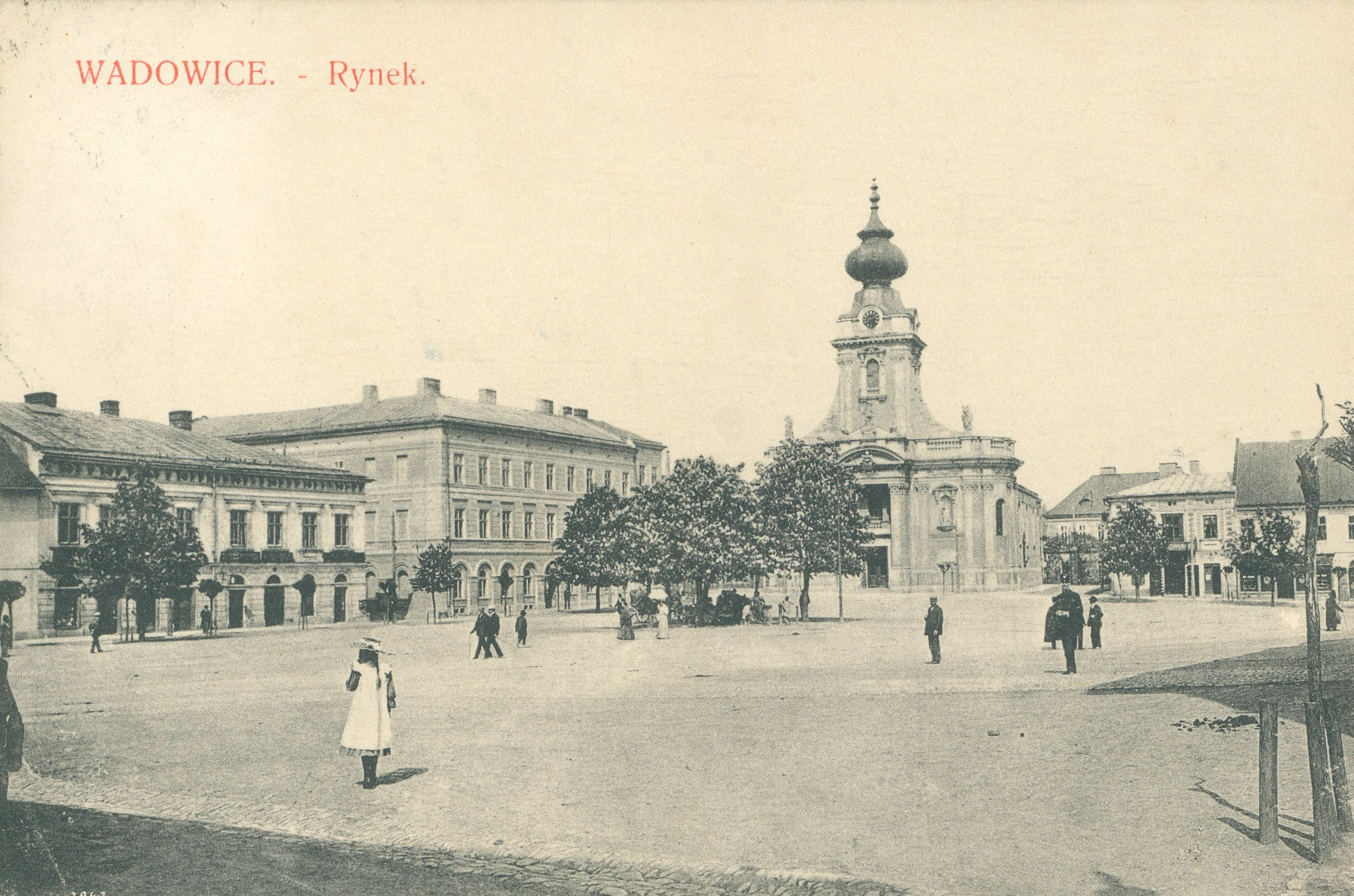
Rynek około 1908